# Minstrel Island
Minstrel Island är en ö i Kanada.   Den ligger i Regional District of Mount Waddington och provinsen British Columbia, i den sydvästra delen av landet, 3 700 km väster om huvudstaden Ottawa. Arean är 4,4 kvadratkilometer.
Terrängen på Minstrel Island är lite kuperad. Öns högsta punkt är 411 meter över havet. Den sträcker sig 2,9 kilometer i nord-sydlig riktning, och 2,6 kilometer i öst-västlig riktning.
I omgivningarna runt Minstrel Island växer i huvudsak barrskog. Trakten runt Minstrel Island är nära nog obefolkad, med mindre än två invånare per kvadratkilometer.